# 怪獣映画
怪獣映画（かいじゅうえいが）は、巨大な怪獣とそれがもたらすパニックを主題とした特撮映画のジャンルである。

## 用語

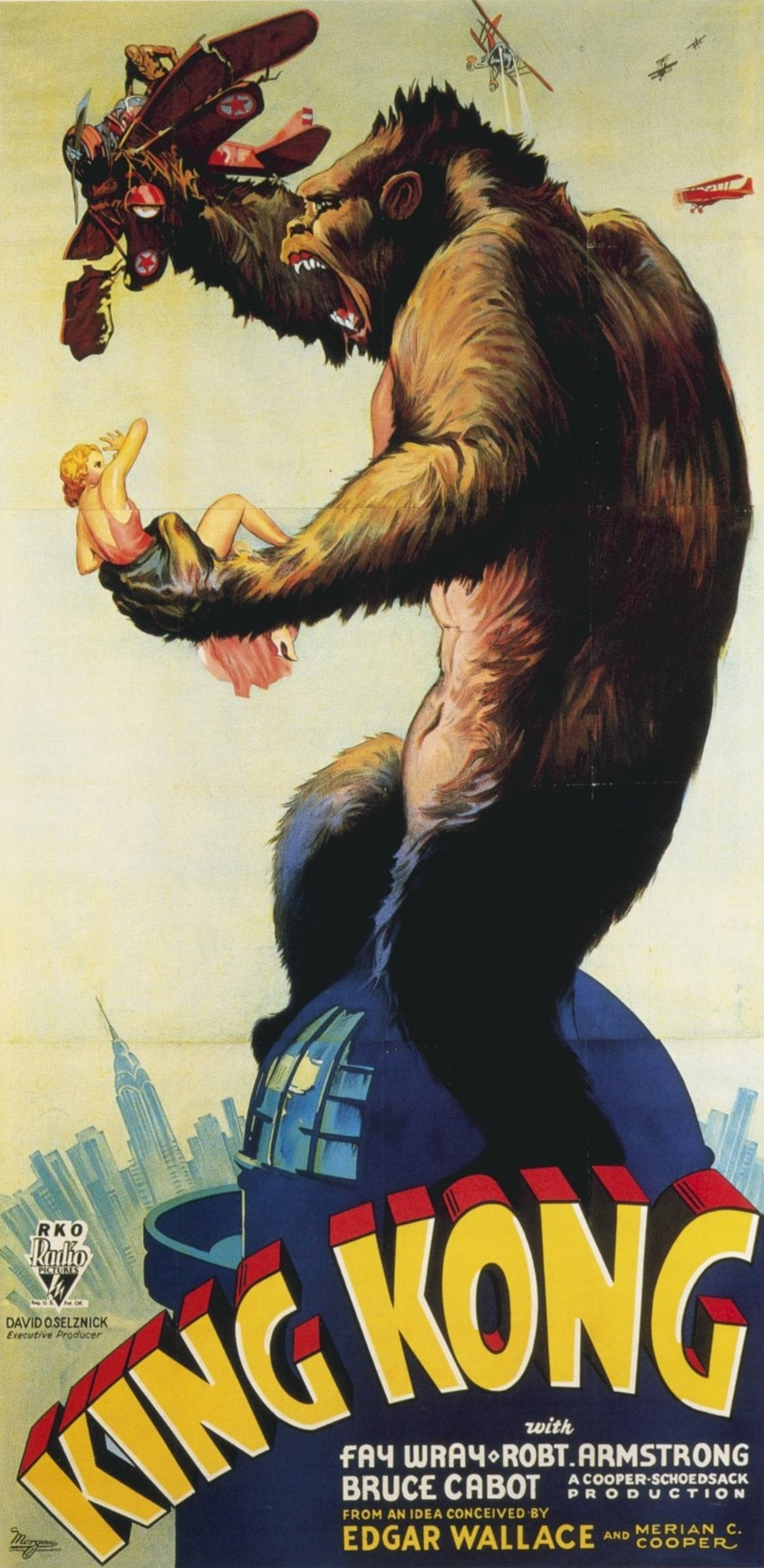
『キング・コング』

怪獣映画とは、いわゆる怪獣が登場する映画である。日本では一つのジャンルとして独自の発展をとげてきたが、国外ではモンスター映画というより広いジャンルに含まれる。モンスター（怪物）は怪獣よりも広い範囲の想像上の生き物（ゴーレム、フランケンシュタインの怪物、ドラキュラ伯爵、透明人間、ミイラ男、狼男、半魚人、エイリアンなど）を含む。また、ゾンビ映画はアメリカではとても人気が高く、幾つもの派生作品が作られ続けているが、日本の怪獣映画とは異なるジャンルである。必ずしも明確に区別できるとは限らないが、怪獣と怪物と怪人の違いには注意しなければならない。アメリカでは『ゴジラ』をはじめとする日本製の怪獣映画を、従来の「monster (怪物)」という概念とは区別して「Giantmonster movie (巨大な怪物の映画)」と呼ぶ場合がある。いずれにせよ、現代社会に実在しない巨大な、あるいは怪奇的な生物的存在をスクリーンに登場させるという試みは映画の黎明期から行われてきた。
怪獣映画というジャンルは「秘境冒険もの」や「空想科学もの」、「怪物ホラーもの」映画の延長線上に発展してきたが、これらの中の必ずしも一つに属するというわけではなく、複数の要素を含んでいることが多い。怪獣の存在についてはSF的な設定が多いが、戦争あるいはファンタジー的な要素も織り込まれ、怪獣が暴れることで群集が起こすパニックが主眼となる場合もあるなど、ジャンルはいずれとも特定しがたいものがある。
反面、ストーリーについては『キング・コング』（1933年）『原子怪獣現わる』（1953年）などの古典的作品を踏襲している事が多い（詳細は後述）。『怪獣大奮戦 ダイゴロウ対ゴリアス』（1972年）や『モスラ』（1996年）など異質の展開を試みた作品はあるが定着をみていない。円谷英二は自らのテレビ用作品『ウルトラQ』（1966年）で新機軸を試み、これは怪獣相手に闘う巨大ヒーローが登場する『ウルトラマン』（1966年）などの『ウルトラシリーズ』ヘ結実した。また、東宝より後発ながら、大映ではガメラという独創的な怪獣キャラクターが制作され、『大怪獣ガメラ』（1965年）を皮切りにしてシリーズ化された。これは子供を主人公にした、まさに「子供の為の怪獣映画」という新たな可能性を広げたが、大映の経営破綻によりシリーズは打ち切られてしまった。後年の新生大映による「平成ガメラ3部作」は旧ガメラシリーズよりもSF性やリアル志向が高く、やや異質なものとなっている。
日本におけるこのジャンルの出自が『ゴジラ』（1954年）であり、そのパターンを長く踏襲していたことから、怪獣映画は戦争のメタファーであると言われ続け、1990年代以降には意識的にそれを念頭に置いた作品が防衛庁の協力の元に製作されている。

## 歴史
巨大な二足歩行の恐竜型生物が近代都市に出現するという構図は、古い事例では1886年のカミーユ・フラマリオンによる『人類誕生以前の世界』の挿絵にも見られた。
歴史的には、特に恐竜を登場させるものが古く、1910年代にアニメを含む数作が作られている。1925年には実写版の恐竜パニック映画『ロスト・ワールド』が公開された。
古代の神話や叙事詩的な、英雄が火吹きドラゴンと戦うというストーリーの映画は、初期には『ニーベルンゲン』（1924年）があり、『豪勇イリヤ 巨竜と魔王征服』（1956年）に登場する三つ首のドラゴンは日本の怪獣キングギドラに影響を与えたと言われている。
SF的な異星の怪獣と戦うという設定では、初期には『フラッシュ・ゴードン』の実写版シリーズ（1936年）があり、まさに後の怪獣映画のイメージにつながるデザインの怪獣との戦いシーンが含まれている。
1933年には『キング・コング』が公開され、巨大な怪獣による高層ビルの破壊シーンという王道パターンを確立し、たとえばスーパーマンの1942年の劇場アニメ作品『氷河の古代怪獣』など後年の怪獣映画に通じる内容の作品も見られる様になった。
さらに、1953年公開の『原子怪獣現わる』は核兵器によって巨大生物が誕生し文明社会に災害をもたらすというストーリーで、後の怪獣映画の設定に大きな影響を与えた。もっとも有名なのは『ゴジラ』（1954年）であるが、他にも『放射能X』（1954年）、『水爆と深海の怪物』（1955年）、『海獣ビヒモス』（1959年）などが作られた。
1950年代には、特撮技術、巨大怪獣による都市破壊、SFで用いられるビームや破壊光線、熱線などの攻撃技、核兵器による放射能、エイリアンなどの現代の怪獣映画につながる要素が出揃い、ゴジラ以降日本では怪獣映画というジャンルが花開き、ガメラやモスラ等のゴジラ以外のシリーズ化に至るキャラクターも生まれた。
- 1921年の『Pet』には、巨大生物が都市を攻撃するという構図が導入されている。

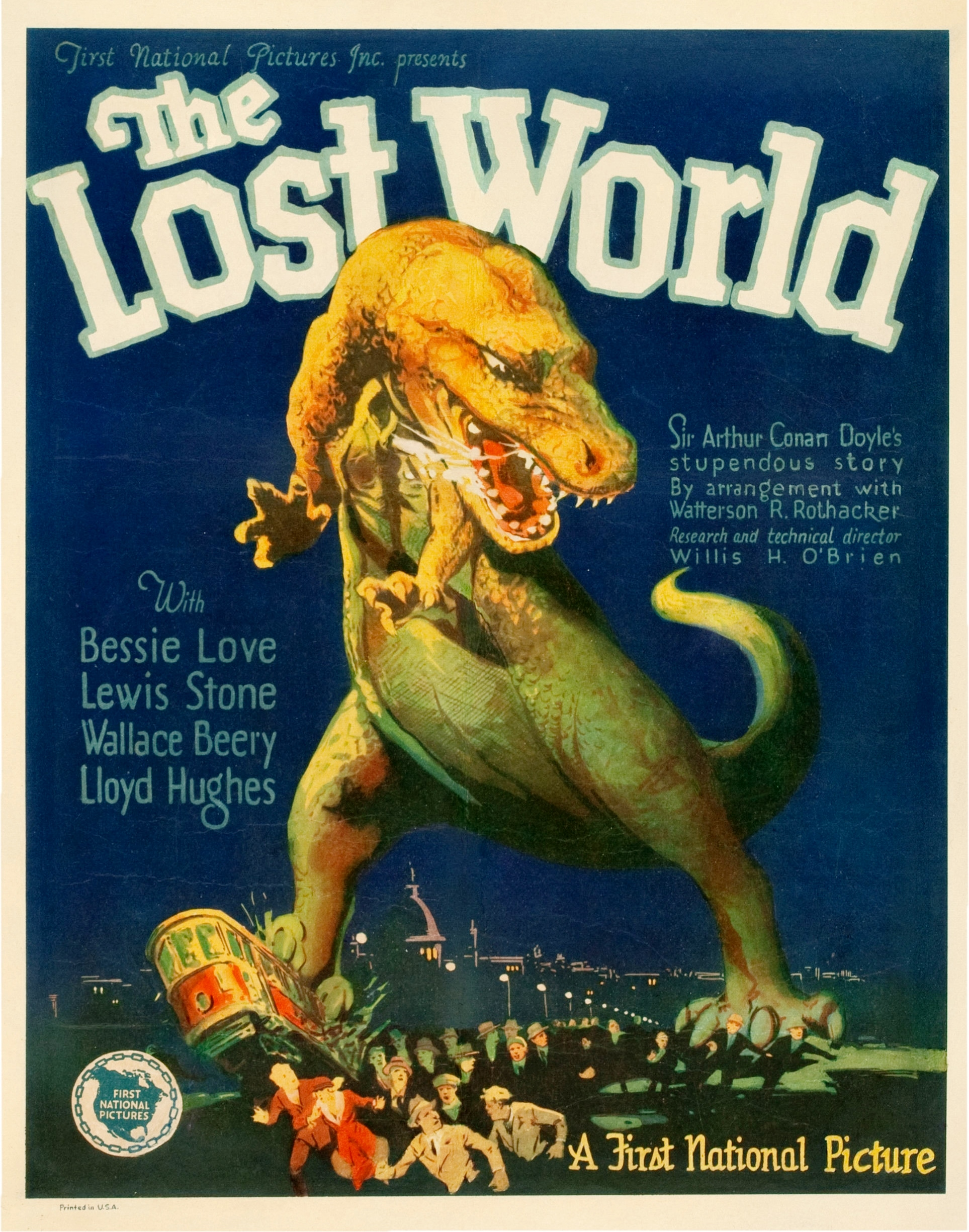
『キング・コング』（1933年）にも影響を与えた『ロスト・ワールド』（1925年）。
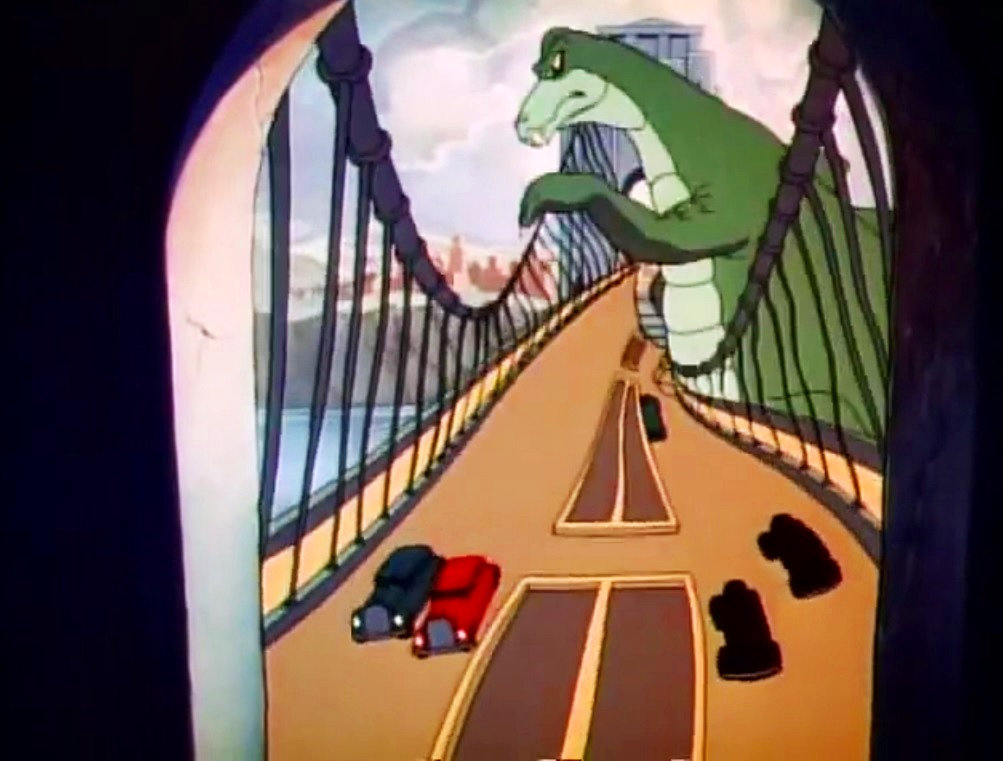
1942年のスーパーマンの劇場アニメ作品『氷河の古代怪獣』。
1953年の『原子怪獣現わる』。
1954年の『ゴジラ』。
1965年の『大怪獣ガメラ』。

## 技術面
20世紀初頭にはストップモーション・アニメーションによる撮影が一般的だったが、アメリカでは『大アマゾンの半魚人』（1954年）、日本では『ゴジラ』（1954年）でそれぞれ採用された着ぐるみが以後も主流となる。また怪獣の表情など細かい部分の演出では、機械仕掛けを使うメカトロニクス（アニマトロニクス）による撮影も併用された。さらに20世紀末になってコンピュータグラフィックスが技術的にもコスト的にも映画で使えるレベルになる。また、過去には（特に欧米において）小動物を撮影し、合成の段階で巨大生物にするといったような低予算な作品（主にB級映画、トカゲ特撮とも呼ばれる）もある。
また、日本では『三大怪獣 地球最大の決戦』（1964年）のキングギドラの3つの頭と2本の尻尾や『怪獣島の決戦 ゴジラの息子』（1967年）のカマキラスやクモンガ、『ゴジラvsビオランテ』（1989年）のビオランテの触手等はピアノ線による操演技法を採用し、人が入れないシャープな造形の怪獣の登場や、腕にはめ込んでも再現できない部分の演出に成功しており。因みに、どの怪獣の操演も各関節のピアノ線を操作するのに20名以上（クモンガの場合は20名、キングギドラの場合は25名）の人員を必要とし、クモンガの時は小道具係や照明スタッフまでもがこれに駆り出され、操作場所となっていた天井からの操演スタッフたちの汗が雨のように降り注いだというエピソードは有名である。
現在、目覚しい発達を見せているCG技術だが、前述の通り、実際の撮影ではこれら諸技術を適宜組み合わせて使用しており、それで全てをまかなっているわけではない。たとえば『ジュラシック・パーク』（1993年）では主として遠景のブラキオサウルスはCG、近景のティラノサウルスはメカトロニクス、ヴェロキラプトルは着ぐるみといった構成になっている（勿論、これも大まかな説明である）。日本の怪獣映画では、例えば『ゴジラ』において細かい動きが必要とされるシーンはストップモーションを使っており、『キングコング対ゴジラ』（1962年）では生きたタコの接近撮影も使用している。最近の『ゴジラ』シリーズでも細かい動きや局所的なアップカットにはメカトロニクス、派手な特殊効果にはCGが使われている。

## 文芸面

### ストーリー展開
怪獣映画というものを文芸的側面から見た場合、そのストーリー展開はおよそ二つのタイプに大別される。ひとつは『キング・コング』に代表されるような「秘境への冒険」や「怪物の発見・捕獲」などを発端にした展開。そしてもうひとつは「水爆実験」や「環境汚染」、「薬害」、「宇宙探査」、「隕石落下」など科学的事象を発端にして、古生物の復活・現存生物の怪獣化・宇宙から未知の生物が襲来（または繁殖）といった、ある程度のSF性を持った展開である。東宝の『ゴジラ』をはじめとする日本の怪獣映画の場合、後者のタイプが多い。しかし、『ゴジラ』の映画はシリーズ化されるにつれてSF性や人間ドラマが薄められ、ゴジラの活躍そのものを主軸にしてストーリーを転がし、次々に現れる新怪獣との対決を見せ場にした「怪獣対決もの」ともいうべき内容にシフトしていった。大映の『ガメラ』も同様であるが、『ガメラ』の場合はむしろ子供たちに楽しんでもらう為の「現代のお伽噺」を目指し、明確な意図を持って怪獣対決路線へ進んでいった。
東宝は『ゴジラ』シリーズとは別の方向性を示す怪獣映画の模索を図り、外国資本を取り入れ、欧米で人気の古典的怪物「フランケンシュタイン博士の人造人間」に着想を得たホラー色の濃い作品『フランケンシュタイン対地底怪獣』（1965年）、そして『フランケンシュタインの怪獣 サンダ対ガイラ』（1966年）の2本を作ったが、この路線は定着しなかった。

## 代表的な怪獣

### 東宝系
- ゴジラ
  - モスラ
  - ラドン - ゴジラ・モスラ・ラドンの3体は「東宝三大怪獣スター」と称されている
  - キングギドラ

### 大映系
- ガメラ
  - ギャオス
  - レギオン
- 大魔神

### その他
- キングコング
- リドサウルス
- 大海獣
- ガッパ
- ギララ
- ヤンガリー - 大映のスタッフが韓国に招聘されて製作
- プルガサリ - 東宝のスタッフが北朝鮮に招聘されて製作

## 怪獣映画一覧

### 日本

#### 特撮映画
- 『ゴジラ』シリーズ
- 『モスラ』シリーズ
- 『ガメラ』シリーズ
- 『空の大怪獣ラドン』
- 『大怪獣バラン』
- 『妖星ゴラス』
- 『宇宙大怪獣ドゴラ』
- 『獣人雪男』
- 『フランケンシュタイン対地底怪獣』
- 『フランケンシュタインの怪獣 サンダ対ガイラ』
- 『キングコングの逆襲』
- 『ゲゾラ・ガニメ・カメーバ 決戦!南海の大怪獣』
- 『宇宙大怪獣ギララ』
- 『ギララの逆襲/洞爺湖サミット危機一発』
- 『大巨獣ガッパ』
- 『ウルトラ』シリーズの映画作品
- 『怪獣大奮戦 ダイゴロウ対ゴリアス』
- 『八岐之大蛇の逆襲』
- 『大怪獣東京に現わる』
- 『最強獣誕生 ネズラ -NEZULLA-』
- 『深海獣レイゴー』
- 『惑星大怪獣ネガドン』
- 『デメキング』
- 『深海獣雷牙』
- 『長髪大怪獣ゲハラ』
- 『大日本人』
- 『デスカッパ』
- 『ラブ&ピース』
- 『地球防衛未亡人』
- 『大怪獣モノ』
- 『シリーズ怪獣区 ギャラス』[4]

#### アニメ映画
- 『SSSS.GRIDMAN』
- 『WXIII 機動警察パトレイバー』

#### スペシャルドラマ
- 『荒神』

### 日本以外
- 『キングコング』シリーズ
- 『猿人ジョー・ヤング』（1949年）
- 『原子怪獣現わる』（1953年）
- 『大アマゾンの半魚人』（1954年）
- 『世紀の怪物/タランチュラの襲撃』（1955年）
- 『地球へ2千万マイル』（金星怪獣イーマの襲撃）（1957年）
- 『怪獣ゴルゴ』（1961年）
- 『大怪獣ヨンガリ』（1967年）
- 『北京原人の逆襲』（1977年）
- 『プルガサリ 伝説の大怪獣』（1985年）
- 『クローバーフィールド/HAKAISHA』（2008年）
- 『D-WARS ディー・ウォーズ』（2007年）
- 『グエムル-漢江の怪物-』（2006年）
- 『パシフィック・リム』（2013年）
- 『バトル・オブ・アトランティス』
- 『シンクロナイズドモンスター』（2016年）

#### 広義の怪獣映画
- 『宇宙戦争』
- 『ミスト』(2007年)

## 怪獣映画を作った人々

### 特技監督
- レイ・ハリーハウゼン - モデルアニメーション（ストップモーションアニメ）の技術で高く評価されるSFXマン。
- 円谷英二 - 『ゴジラ』シリーズを生み出した「特撮の神様」。
- 中野昭慶 - 爆破描写を得意とし、後に北朝鮮に招聘され『プルガサリ 伝説の大怪獣』の製作に携わった特技監督。
- 川北紘一 - 中野とは対称的に光線合成を得意とし、昭和ゴジラの裏方として円谷に師事、後に平成ゴジラ6作品の特技監督を手掛ける。
- 樋口真嗣 - 金子修介監督と共に平成ガメラ3部作の特技監督を担当、後に『シン・ゴジラ』の特技も担当。

### 音楽
- マックス・スタイナー - 『キング・コング』（1933年）で音楽を担当。怪獣映画の他にも『風と共に去りぬ』や『カサブランカ』といった作品の楽曲を手掛けたことでも有名。
- 伊福部昭 - 『ゴジラ』をはじめ多くの怪獣映画音楽を担当した。第1作の『ゴジラ』では、有名なテーマ音楽のほかにも実験的な音響を多く手がけた。怪獣映画の音楽をメドレー形式でまとめた『SF交響ファンタジー』（全4作）という演奏会用オーケストラ作品がある。
- 佐藤勝 - 岡本喜八監督作品や黒澤明監督作品の音楽を数多く手がけた作曲家だが、『ゴジラ』シリーズの音楽も4本担当している。前述の伊福部昭が重厚で勇壮な作風であるのに対し、佐藤勝の音楽は軽快で優しく、ときに劇的な盛り上がりを示すのが特徴である。『ゴジラの逆襲』（1955年）ではスコアを末尾から逆に演奏した音源を逆転再生して聴かせたり、『ゴジラ・エビラ・モスラ 南海の大決闘』（1966年）では怪獣映画の音楽に初めてエレキギターを導入する等、意欲的かつ実験的な仕事も遺している。
- 古関裕而 - 1964年東京オリンピック開会式での選手入場行進曲『オリンピックマーチ』や読売巨人軍の応援歌『闘魂こめて』などの作曲者として知られている。怪獣映画の音楽は『モスラ』（1961年）1作だけだが、劇中の挿入歌『モスラの歌』は現在でもファンの間で唄い継がれている。